# Orde van de Ster van Sarawak

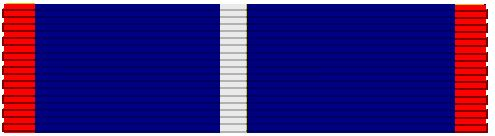

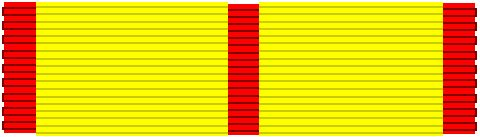
Baton van voor 1945 en van na 1988

De Meest Verheven Orde van de Ster van Sarawak (Maleis: "Darjah Utama Yang Amat Mulia Bintang Sarawak") en Engels "Most Exalted Order of the Star of Sarawak", is een Ridderorde van het Sultanaat Sarawak dat deel is van Maleisië.
Het kleinood is een wit geëmailleerde ster met een medaillon met een blauwe ring en een rood hart waarop een gouden adelaar is afgebeeld. Het lint is blauw met smalle rode biezen en een smalle witte middenstreep. Als verhoging wordt een klein medaillon met een rode roos gebruikt.
De onderscheiding is een herstel van de door de "Blanke Rajahs" op 26 september 1928 gestichte "Meest Illustere Vorstelijke Orde van de Ster van Sarawak", in het Engels "The Most Illustrious Order of the Star of Sarawak" en in het Maleis "Darjah Yang Amat Mulia Bintang Sarawak" geheten, die tot 1941 werd toegekend.

## De graden van de orde
De eerste graad is een orde in haar eigen recht; dat is in Maleisië gebruikelijk. Ook het gebruik dat de hogere klassen van de orde "Verheven" heten en de lagere rangen dergelijke epitheta missen zien we hier terug.
| Graden | Lint | Post-nom. |
| --- | ---- | --------- |
| Ridder Grootcommandeur in de Meest Verheven Orde van de Ster van Sarawak, in het Maleis "Darjah Utama Yang Amat Mulia Bintang Sarawak" en in het Engels "Knight Grand Commander in the Most Exalted Order of the Star of Sarawak" geheten. De Grootcommandeurs dragen de letters S.B.S. achter hun naam. De decoratie bestaat sinds 1988                           |      | S.B.S.    |
| Ridder commandeur in de Meest Geachte Orde van de Ster van Sarawak, in het Maleis "Panglima Negara Bintang Sarawak Yang Amat Mulia" en in het Engels "Knight Commander in the Most Esteemed Order of the Star of Sarawak" geheten. De Ridders commandeur dragen de letters PNBS achter hun naam. De decoratie bestaat sinds 1964. Het lint werd in 1973 gewijzigd. |      | P.N.B.S.  |
| |      | P.S.B.S.  |
| commandeur van de Ster van Sarawak, in het Maleis "Johan Bintang Sarawak" en in het Engels "Commander of the Star of Sarawak" geheten. De Commandeurs dragen de letters JBS achter hun naam. De decoratie bestaat sinds 1964. Het lint werd in 1973 gewijzigd. |      | J.B.S.    |
| Officier van de Ster van Sarawak, in het Maleis "Pegawai Bintang Sarawak" en in het Engels "Officer of the Star of Sarawak" geheten. De Officieren dragen de letters PBS achter hun naam. De decoratie bestaat sinds 1964. Het lint werd in 1973 gewijzigd. |      | P.B.S.    |
| Lid van de Ster van Sarawak, in het Maleis "Ahli Bintang Sarawak" en in het Engels "Member of the Star of Sarawak" geheten. De leden dragen de letters ABS achter hun naam. De decoratie bestaat sinds 1973. Het lint werd in 1988 gewijzigd. |      | A.B.S.    |
| Heraut van de Ster van Sarawak, in het Maleis "Bentara Bintang Sarawak" en in het Engels "Herald of the Star of Sarawak" geheten. De leden dragen de letters BBS achter hun naam. De decoratie bestaat sinds 1973. Het lint werd in 1988 gewijzigd. |      | B.B.S.    |

- Zie ook: De Lijst van Ridderorden in Sarawak